# Alejandro Fernández (álbum)
Alejandro Fernández es el primer álbum homónimo grabado por el cantante Alejandro Fernández. Fue lanzado al mercado en diciembre de 1992. Producido por Pedro Ramírez. Se rodó un vídeo para la canción "Brumas". Otras canciones conocidas de este álbum son "Necesito Olvidarla" y "Equivocadamente".

## Información sobre el álbum
"Alejandro Fernández" es el álbum homónimo debut del cantante mexicano. Fue publicado a finales de 1992 por Columbia Records y en algunas regiones por Sony Music. En la portada de la carátula principal del álbum aparece un prólogo en la parte derecha de la portada que dice: "Suerte hijo" escrito por su padre Vicente Fernández quién cantó a dúo en la canción "Que pregunta muchacho". Contiene grandes éxitos como "Equivocadamente", "Brumas" (el cual grabó el video original), "Necesito olvidarla" y "Cuando yo quería ser grande" que después comenzó una larga carrera cantando Mariachi y Pop.

## Lista de canciones
1. Todo terminó (Ruben Rada) - 2:54
2. Equivocadamente (Fernando Z. Maldonado) - 2:49
3. Se me van las ganas (Indalecio Ramírez) - 3:30
4. Invierno (Capitán Chinaco) - 4:05
5. Otra vida (Manuel Eduardo Castro) - 2:53
6. Intenta vivir sin mi (Manuel Monterrosas) - 2:54
7. Necesito olvidarla (Manuel Eduardo Castro) - 2:59
8. Brumas (Jorge Villamil) - 3:20
9. Cuando yo quería ser grande (Manuel Monterrosas) - 3:43
10. En cualquier idioma (Antonio Valdéz Herrera) - 2:31
11. Te quedas o te vas (Manuel Monterrosas) - 2:39
12. Que pregunta muchacho (dúo con Vicente Fernández) (Indalecio Ramírez) - 3:22

## Lista de posiciones

### Álbum
| Año  | Listas                            | Posiciones | Semanas en la lista |
| ---- | --------------------------------- | ---------- | ------------------- |
| 1992 | Billboard Regional Mexican Albums | 2          | 53                  |

### Sencillos
| Año  | Listas                    | Canción            | Posiciones | Semanas en la lista |
| ---- | ------------------------- | ------------------ | ---------- | ------------------- |
| 1992 | Billboard Hot Latin Songs | Necesito olvidarla | 19         | 12                  |
| 1992 | Billboard Hot Latin Songs | Brumas             | 11         | 11                  |